# Kyllinga chrysantha
Kyllinga chrysantha är en halvgräsart som beskrevs av Karl Moritz Schumann. Kyllinga chrysantha ingår i släktet Kyllinga och familjen halvgräs. Inga underarter finns listade i Catalogue of Life.